# Cornu Luncii
Cornu Luncii est une commune du județ de Suceava en Roumanie.